# Charaxes zelica
Charaxes zelica är en fjärilsart som beskrevs av Butler 1869. Charaxes zelica ingår i släktet Charaxes och familjen praktfjärilar. Inga underarter finns listade i Catalogue of Life.